# Championnat des îles Féroé de football 1996
Navigation
1. Deild 1995 1. Deild 1997
La saison 1996 du Championnat des îles Féroé de football était la 55e édition de la première division féroïenne à poule unique, la 1. Deild. Les dix meilleurs clubs du pays jouent les uns contre les autres à deux reprises durant la saison, à domicile et à l'extérieur. 
En fin de saison, le dernier du classement est relégué et remplacé par le champion de 2. Deild, tandis que le 9e de 1. Deild affronte le vice-champion de 2. Deild lors d'un barrage de promotion-relégation.
Pour la première fois depuis 1970 et la série du KÍ Klaksvík, le triple champion en titre conserve son bien; en effet, le GI Gota remporte le 7e titre de son histoire en terminant en tête du classement, devançant à la différence de buts le KÍ Klaksvík et le duo HB Torshavn-B36 Tórshavn de 7 points. Le GI Gota réussit une saison pleine puisqu'il remporte également la Coupe des îles Féroé après sa victoire en finale d'appui face au HB Torshavn.
Le champion et le vainqueur de la Coupe des îles Féroé obtiennent leur qualification pour les compétitions européennes. Le GI Gota participera à la Ligue des champions 1997-1998 tandis que le HB Torshavn, finaliste de la Coupe, est qualifié pour la Coupe des Coupes 1997-1998. De plus, le KÍ Klaksvík se qualifie pour la Qualification pour la Coupe UEFA 1997-1998.
Avec la mise en place de la Coupe Intertoto durant l'été 1995, le 2e du championnat, le KÍ Klaksvík, obtient lui aussi une qualification européenne qui revient au B36 Torshavn après la victoire du GI Gota en Coupe des îles Féroé.
En revanche, pour la relégation le TB Tvoroyri, termine à la dernière place du classement et doit descendre en deuxième division. Le FS Vagar se maintient dans l'élite après sa victoire contre le second de 2. Deild le EB/Streymur.

## Les clubs participants
- B36 Tórshavn
- B68 Toftir
- B71 Sandoy
- FS Vagar
- GI Gota - Tenant du Titre
- HB Tórshavn
- IF Fuglafjordur - Promu de 2. Deild
- KÍ Klaksvík
- VB/Sumba Vagur
- TB Tvoroyri

## Compétition

### Classement
Le barème de points servant à établir le classement est modifié à partir de cette saison. Il se décompose ainsi :
- Victoire : 3 points
- Match nul : 1 point
- Défaite : 0 point

| Rang | Équipe              | Pts | J  | G  | N | P  | Bp | Bc | Diff |
| ---- | ------------------- | --- | -- | -- | - | -- | -- | -- | ---- |
| 1    | GI Gota (T) (C)     | 39  | 18 | 12 | 3 | 3  | 52 | 14 | +38  |
| 2    | KÍ Klaksvík         | 39  | 18 | 11 | 6 | 1  | 47 | 16 | +31  |
| 3    | HB Torshavn         | 32  | 18 | 10 | 2 | 6  | 47 | 28 | +19  |
| 4    | B36 Tórshavn        | 32  | 18 | 9  | 5 | 4  | 34 | 21 | +13  |
| 5    | VB Vagur            | 24  | 18 | 7  | 3 | 8  | 19 | 25 | -6   |
| 6    | IF Fuglafjordur (P) | 23  | 18 | 6  | 5 | 7  | 26 | 32 | -6   |
| 7    | B68 Toftir          | 18  | 18 | 5  | 3 | 10 | 23 | 34 | -11  |
| 8    | B71 Sandoy          | 18  | 18 | 4  | 6 | 8  | 20 | 40 | -20  |
| 9    | FS Vagar            | 13  | 18 | 4  | 1 | 13 | 19 | 47 | -28  |
| 10   | TB Tvoroyri         | 13  | 18 | 3  | 4 | 11 | 21 | 51 | -30  |

|  | Qualification pour la Ligue des champions 1997-1998                                              |
|  | Qualification pour la Coupe des Coupes 1997-1998                                                 |
|  | Qualification pour la Coupe UEFA 1997-1998                                                       |
|  | Qualification pour la Coupe Intertoto 1997                                                       |
|  | Relégation en 2. Deild                                                                           |
|  | (T) Tenant du titre (C) Vainqueur de la Coupe des îles Féroé (P) Club promu de deuxième division |

### Résultats[n 1]
| Résultats (▼dom., ►ext.) | B36 | B68 | B71 | FSV | GÍG | HB  | ÍF  | KÍ  | SVB | TB  |
| B36 Tórshavn             |     | 4-3 | 2-2 | 5-1 | 0-0 | 2-0 | 4-0 | 1-1 | 3-1 | 2-1 |
| B68 Toftir               | 1-0 |     | 1-3 | 2-1 | 0-3 | 3-4 | 1-1 | 0-4 | 1-2 | 3-1 |
| B71 Sandoy               | 1-0 | 4-2 |     | 2-1 | 1-9 | 0-2 | 1-3 | 0-6 | 0-0 | 1-1 |
| FS Vagar                 | 1-2 | 0-1 | 1-1 |     | 1-3 | 1-0 | 2-1 | 1-3 | 5-1 | 2-0 |
| GI Gota                  | 3-0 | 2-1 | 1-1 | 7-0 |     | 5-1 | 4-1 | 1-2 | 3-1 | 1-0 |
| HB Tórshavn              | 3-1 | 0-0 | 4-2 | 4-2 | 3-2 |     | 5-0 | 3-3 | 7-1 | 1-2 |
| IF Fuglafjordur          | 1-1 | 2-1 | 1-0 | 6-0 | 1-1 | 2-0 |     | 1-2 | 2-2 | 0-0 |
| KÍ Klaksvík              | 1-1 | 1-1 | 4-0 | 4-0 | 1-0 | 0-1 | 5-1 |     | 5-2 | 2-2 |
| VB/Sumba Vagur           | 0-3 | 0-2 | 1-1 | 3-1 | 0-3 | 2-9 | 1-2 | 1-1 |     | 3-2 |
| TB Tvoroyri              | 1-3 | 2-0 | 1-0 | 2-0 | 0-4 | 1-0 | 2-1 | 0-2 | 1-0 |     |

### Barrage de promotion-relégation
| Équipe 1            | Résultat | Équipe 2               | Aller | Retour |
| ------------------- | -------- | ---------------------- | ----- | ------ |
| FS Vagar (1. Deild) | 14 - 4   | EB/Streymur (2. Deild) | 7 - 2 | 5 - 2  |

## Bilan de la saison
| Championnat des îles Féroé de football 1996     |                    |
| Champion                                        | GI Gota (7e titre) |
| Coupes et trophées                              |                    |
| Vainqueur de la Coupe des îles Féroé 1996       | GI Gota            |
| Qualifications continentales                    |                    |
| Ligue des champions 1997-1998 Tour préliminaire | GI Gota            |
| Coupe des Coupes 1997-1998 Tour préliminaire    | HB Tórshavn        |
| Coupe UEFA 1997-1998                            | KÍ Klaksvík        |
| Coupe Intertoto 1997                            | B36 Tórshavn       |
| Promotions et relégations                       |                    |
| Promus en 1. deild                              | NSI Runavik        |
| Relégués en 2. deild                            | TB Tvoroyri        |